# 11. Armee (Deutsches Kaiserreich)

Flagge eines Stabes eines Armeeoberkommandos (1871–1918)

Als 11. Armeen / Armeeoberkommando 11 (AOK 11) wurden einige Großverbände und die dazugehörigen Kommandobehörden des deutschen Heeres während des Ersten Weltkriegs (1914–1918) bezeichnet. Sie umfassten jeweils mehrere Armee- oder Reservekorps sowie zahlreiche Spezialtruppen.

## Geschichte

### Erste Aufstellung
Am 22. Februar 1915 schlug Oberst Ernst von Wrisberg als Chef der Armeeabteilung im preußischen Kriegsministerium vor, eine operative Reserve zu schaffen, indem die Divisionen der Westfront je ihr viertes Regiment abgeben sollten. Der Vorschlag wurde sehr positiv aufgenommen, und bis Ende März 1915 entstanden auf diese Art 14 neue Divisionen mit kriegserfahrenem Personal. Diese neuen Kräfte wollte der Chef des Großen Generalstabes General der Infanterie Erich von Falkenhayn ursprünglich im Westen verwenden, doch Anfang April wurde der Entschluss gefasst, diese Reserven an der Ostfront zum Einsatz zu bringen.
Um diese zu führen, wurde schon am 3. März 1915 der Befehl zur Aufstellung eines neuen Armeeoberkommando mit der Nummer 11 (AOK 11) zur besonderen Verwendung der Obersten Heeresleitung erteilt. Am 9. März wurde General der Infanterie Max von Fabeck zu seinem Oberbefehlshaber und Oberst Hans von Seeckt zum Chef des Stabes bestimmt. Am 11. März trafen die Mitglieder des neuen AOK 11 in Kassel zusammen, um dann am 15. März nach Maubeuge zu verlegen. In den nächsten Wochen hatte das AOK 11 die Aufgabe, das Gelände nördlich von Arras für eine Offensive zu erkunden. General von Fabeck wurde am 28. März 1915 als neuer Oberbefehlshaber zur 1. Armee versetzt, um den dort verwundeten Generaloberst Alexander von Kluck zu ersetzen. Die Leitung des AOK 11 oblag deshalb zunächst ausschließlich Oberst von Seeckt. Am 16. April erst wurde das Armeeoberkommando von seiner beabsichtigten Verlegung an die Ostfront und seine Verwendung in einer Offensive dort informiert. Gleichzeitig wurde Generaloberst August von Mackensen zum neuen Oberbefehlshaber der 11. Armee bestimmt. Am folgenden Tag begann die Verlegung, und am 19. April befand sich das Armeeoberkommando in Teschen und danach in Neu-Sandetz.
Am 21. April trafen die ersten Transporte von acht deutschen Divisionen und am 25. April der neue Oberbefehlshaber ein. Ende April verfügte die 11. Armee über folgende Truppen:
- XXXXI. Reserve-Korps
- Gardekorps
- X. Armee-Korps
- VI. k.u.k. Armee-Korps
- „Kombiniertes Korps“[7]

Insgesamt waren dies acht deutsche und zwei österreichisch-ungarische Divisionen. Am 2. Mai 1915 begann mit dem Angriff der 11. Armee sowie der operativ unterstellten 4. k.u.k. Armee die viertägige Schlacht von Gorlice-Tarnów, die mit einem operativen Durchbruch durch die russischen Linien endete. In den folgenden Wochen verfolgte die Armee die zurückgehenden russischen Truppen und machte bis Ende Juni 1915 mehr als 250.000 Gefangene. Auch in den folgenden Wochen gelang es, durch weitere Offensiv-Operationen (→ Großer Rückzug) die russischen Verbände weit zurückzudrängen. Nach diesen Erfolgen musste jedoch eine Umgruppierung erfolgen, um verstärkt Truppen gegen Serbien mobilisieren zu können. Aus diesem Grund wurde das Oberkommando der 11. Armee zum 18. September 1915 aufgelöst und sein Stab zur Aufstellung des Generalstabes der Heeresgruppe Mackensen verwendet.

### Zweite Aufstellung
Auf dem Gebiet der k.u.k. Monarchie, im Banat, wurden im Herbst 1915 deutsche Truppen für eine Offensive gegen Serbien bereitgestellt. Diese umfassten folgende Verbände:
- IV. Reserve-Korps
- X. Reserve-Korps
- III. Armee-Korps

Bereits am 30. September 1915 erfolgte eine Umorganisation der Führungsinstanzen. Das Armeeoberkommando 12 unter General der Artillerie Max von Gallwitz wurde aus der Ostfront herausgelöst, um die für die Offensive gegen Serben bestimmten Truppen zu führen. Gleichzeitig wurde es in Armeeoberkommando 11 umbenannt.
Zusammen mit der 3. k.u.k. Armee und der bulgarischen 1. Armee unterstand sie in der bevorstehenden Offensive gegen Serbien der Heeresgruppe Mackensen. Die Offensive begann am 6. Oktober 1915 und führte bis Ende November 1915 zur Niederlage der serbischen Armee und zur Besetzung des Landes. Nach einer Umgruppierungsphase sicherte die 11. Armee ab Februar/März 1916 die Grenze zu Griechenland an der Salonikifront, wo eine Armee der Entente gelandet war. Hier blieb das Armeeoberkommando auch weiterhin im Einsatz.
Das Hauptquartier des Armeeoberkommandos lag ab dem 31. Januar 1916 in Veles und anschließend ab dem 5. Oktober 1916 in Prilep. Der Rückzug seit dem 21. September 1918 verlief schrittweise über Jagodina nach Szolnok (Ungarn). Von dort aus wurde es am 7. Dezember 1918 nach Allenstein in Ostpreußen verlegt.